# ملعب بلومفيلد
ملعب بلومفيلد هو ملعب كرة قدم يقع في مدينة تل أبيب. يسع الملعب لجلوس 29,400 متفرج. تم افتتاح الملعب في سنة 1962 ثم تم تجديده في أعوام 2000، 2008-2010، 2012.

## وصلات خارجية
- ملعب بلومفيلد